# استوارت شریبر
استوارت شریبر (انگلیسی: Stuart Schreiber؛ زاده ۶ فوریهٔ ۱۹۵۶) شیمی‌دان اهل ایالات متحده آمریکا، استاد دانشگاه هاروارد و از بنیان‌گذارن موسسه برود است. زمینه اصلی فعالیت او زیست‌شناسی شیمیایی به ویژه استفاده از مولکول‌های کوچک به عنوان شناساگر زیستی و دارویی است.